# Kąty (Przyszów)
Kąty – do końca 2017 roku część wsi Przyszów w Polsce, w województwie podkarpackim, w powiecie stalowowolskim, w gminie Bojanów. Miejscowość zniesiona 1 stycznia 2018.
W latach 1975–1998 Kąty administracyjnie należały do województwa tarnobrzeskiego.